# Glomérulonéphrite lupique

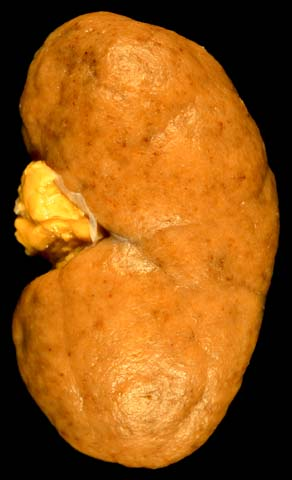
Spécimen de néphrectomie montrant un aspect de néphrite lupique proliférative diffuse.

 (décembre 2021).
La mise en forme du texte ne suit pas les recommandations de Wikipédia : il faut le « wikifier ».
Les points d'amélioration suivants sont les cas les plus fréquents :
- Les titres sont pré-formatés par le logiciel. Ils ne sont ni en capitales, ni en gras.
- Le texte ne doit pas être écrit en capitales (les noms de famille non plus), ni en gras, ni en italique, ni en « petit »…
- Le gras n'est utilisé que pour surligner le titre de l'article dans l'introduction, une seule fois.
- L'italique est rarement utilisé : mots en langue étrangère, titres d'œuvres, noms de bateaux, etc.
- Les citations ne sont pas en italique mais en corps de texte normal. Elles sont entourées par des guillemets français : « et ».
- Les listes à puces sont à éviter, des paragraphes rédigés étant largement préférés. Les tableaux sont à réserver à la présentation de données structurées (résultats, etc.).
- Les appels de note de bas de page (petits chiffres en exposant, introduits par l'outil «  Source ») sont à placer entre la fin de phrase et le point final[comme ça].
- Les liens internes (vers d'autres articles de Wikipédia) sont à choisir avec parcimonie. Créez des liens vers des articles approfondissant le sujet. Les termes génériques sans rapport avec le sujet sont à éviter, ainsi que les répétitions de liens vers un même terme.
- Les liens externes sont à placer uniquement dans une section « Liens externes », à la fin de l'article. Ces liens sont à choisir avec parcimonie suivant les règles définies. Si un lien sert de source à l'article, son insertion dans le texte est à faire par les notes de bas de page.
- La présentation des références doit suivre les conventions bibliographiques. Il est recommandé d'utiliser les modèles {{Ouvrage}}, {{Chapitre}}, {{Article}}, {{Lien web}} et/ou {{Bibliographie}}. Le mode d'édition visuel peut mettre en forme automatiquement les références.
- Insérer une infobox (cadre d'informations à droite) n'est pas obligatoire pour parachever la mise en page.

Pour une aide détaillée, merci de consulter Aide:Wikification.
Si vous pensez que ces points ont été résolus, vous pouvez retirer ce bandeau et améliorer la mise en forme d'un autre article.

## Définition et épidémiologie
Le lupus est une maladie auto-immune systémique qui peut toucher plusieurs organes. L’atteinte rénale (aussi
appelée « glomérulonéphrite lupique » car touchant le « glomérule » qui est la structure interne du rein) est une
inflammation du rein causée par le lupus. Cette complication - qui survient chez près de la moitié (40 %) des patients
atteints de lupus systémique [1, 2] - peut être présente dès le début de la maladie ou apparaitre secondairement
pendant le suivi.
Cette atteinte rénale comporte plusieurs stades (il existe 6 classes de glomérulonéphrites lupiques selon la
classification ISN/RPS 2003 [2-4] ), et la phase terminale - qui touche 4-10% des patients avec une atteinte rénale [2,
5] - reste une préoccupation pour tous les patients lupiques en raison de sa sévérité (handicap, décès). Cependant,
les études montrent qu’une prise en charge rapide et adaptée réduit considérablement le risque de dommages
irréversibles [2, 6-11] .

## Prise en charge
- Au cours du lupus, préserver la fonction rénale à long terme nécessite d’une part une détection précoce de l’atteinte rénale, et d’autre part de mettre en place le plus rapidement possible une stratégie thérapeutique adaptée.
- Il est donc très important, pour tous les patients atteints de lupus, de faire suivre régulièrement l’état de leur fonction rénale (protéinurie 24h, sédiments urinaires, biopsie rénale si nécessaire) par une équipe médicale spécialisée.

### Biopsie rénale
Deux types d’examens permettre de suivre l’évolution de la maladie lupique en général et plus particulièrement l’état de la fonction rénale : 
- Des examens biologiques (prélèvement sanguin et/ou urinaire)
- Des examens histologiques plus poussés (prélèvement par biopsie d’une petite quantité de tissus ou d’organe suspecté d’être touché)

Au cours du lupus, l’atteinte rénale peut demeurer « silencieuse » car il n’y a malheureusement pas ou peu de corrélation entre les signes cliniques (visibles de l’extérieur) et la présence d’anormalités histologiques du rein (visible uniquement au microscope sur une biopsie). C’est pour cette raison que, si une atteinte rénale est suspectée (à la suite d'un examen biologique anormal : protéinurie élevée ou présence de sédiments urinaires), la biopsie rénale - un acte invasif réalisé sous anesthésie - reste un examen fondamental pour l’évaluation et la prise en charge de la glomérulonéphrite lupique [2, 12, 13].
- Seule la biopsie rénale permet d’identifier la classe histologique de la glomérulonéphrite lupique (classification ISN/RPS 2003 [2-4]) et par la suite de mettre en place un traitement adapté [2, 12, 14, 15].
- En effet, le choix des traitements dépend à la fois de la classe histologique identifiée (classification ISN/RPS 2003 [2-4]) et de l’activité de la maladie lupique.

### Traitements
Les traitements médicamenteux permettent de contrôler la maladie et de préserver la fonction rénale : par conséquent de diminuer le nombre de cas, la mortalité et de préserver la fertilité (le lupus touchant principalement des femmes en âge de procréer).
- Il faut d’abord noter que les traitements de « base » du lupus (l’hydroxychloroquine par exemple) ont démontré un rôle « protecteur » pour prévenir l’apparition de l’atteinte rénale et sa rémission.
- En cas de glomérulonéphrite lupique, la plupart des formes peuvent être traitées efficacement avec des glucocorticoïdes et un immunosuppresseur (mycophénolate mofétil le plus souvent, mais aussi l’azathioprine, le cyclophosphamide, le tacrolimus et/ou les inhibiteurs de calcineurine dans certains cas).
- En cas de glomérulonéphrite lupique réfractaire aux traitements conventionnels (association glucocorticoïdes et immunosuppresseurs), des biomédicaments (ou traitements ciblés) peuvent constituer une alternative. Cependant, à ce jour, aucun biomédicament n’a montré d’efficacité formelle sur la glomérulonéphrite lupique au cours d’un essai clinique randomisé contrôlé. Néanmoins certains biomédicaments, ayant prouvé leur efficacité dans d’autres formes de lupus ou de maladie auto-immune (comme le rituximab ou le belimumab), peuvent être prescrits de façon dérogatoire, hors de leur AMM, pour traiter une glomérulonéphrite lupique réfractaire.
- Par ailleurs, la recherche clinique thérapeutique est très active dans ce domaine du lupus. L’efficacité de nouveaux médicaments est actuellement en cours d’évaluation dans des essais cliniques internationaux pour traiter spécifiquement la glomérulonéphrite lupique : la voclosporine (NCT02141672, NCT03021499, NCT03597464), le belimumab, le rituximab, l’obinutuzumab, l’anifrolumab, le secukinumab  ou des inhibiteurs de la tyrosine-kinase 2 (NCT03943147). Mis à part la voclosporine qui fait partie de la classe des immunosuppresseurs (inhibiteurs de calcineurine), tous ces biomédicaments agissent sur une cible précise impliquée dans la pathogenèse de la glomérulonéphrite lupique (c’est-à-dire le processus responsable du développement de la maladie) : les lymphocytes B et T (cellules du système immunitaire) ou l’interféron alpha (signal produit par les cellules du système immunitaire).